# Strigula fracticonidia
Strigula fracticonidia är en lavart som beskrevs av R. C. Harris. Strigula fracticonidia ingår i släktet Strigula och familjen Strigulaceae.   Inga underarter finns listade i Catalogue of Life.